# Petit Omar
Petit Omar of Little Omar was de bijnaam van Yacef Omar (1944–1957), een opmerkelijke persoon van de Algerijnse Onafhankelijkheidsoorlog. Hij wordt beschouwd als een held van het verzet in Algerije. 

## Biografie
Yacef Omar werd geboren in januari 1944 in de Kasbah van Algiers in een Kabylische familie. Zoon van Dahbia (zus van Yacef Saâdi) en van Ahmed, was hij het derde kind in een gezin van negen kinderen. Hij was het neefje van Yacef Saadi, leider van de Autonome Zone van Algiers. Petit Omar was de verbindingsman tussen de strijders en de leiders van de FLN (Nationaal Bevrijdingsfront) tijdens de "Slag om Algiers". De missie van een verbindingsman is om berichten naar leden van het FLN te sturen, om te spioneren op de Franse soldaten, hun aanwezigheid te signaleren, enzovoort. Hij kreeg deze missie die van groot belang was toevertrouwd. Opmerkelijk was de vrij jonge leeftijd terwijl hij actief was.
Omar groeide op in een grote familiehuis met Yacef Saadi. Dit stelde hem in staat om de kopstukken van de Algerijnse Revolutie te zien, zoals Abane Ramdane, Krim Belkacem, kolonel Ouamrane, Rabah Bitat, en Ali La Pointe, die regelmatig zijn oom bezochten. Als koerier tussen de militanten en de leiders van het FLN slaagde hij erin om alle politieblokkades te passeren en de Franse parachutisten te ontlopen tijdens de zwaarste momenten van de Slag om Algiers. Hij kende zijn buurt als zijn broekzak. Houria Bourihed, wiens familie een belangrijke rol speelde in de Algerijnse onafhankelijkheidsoorlog, herinnert zich Omar niet alleen als een heldhaftig kind, maar ook als een ervaren speler van knikkeren en andere straatspellen.
Op de nacht van 8 oktober 1957, met de hulp van een informant, die de schuilplaats van FLN verzetsstrijders aan de Fransen toonde, vernietigden Franse legerparachutist-commando's het huis waarin hij zich verstopte samen met Hassiba Ben Bouali, Ali La Pointe en Hamid Bouhamidi nadat ze weigerden zich over te geven, zij en 16 werden anderen gedood door het bombardement.
Hij was 13 jaar oud op het moment van zijn overlijden.

## Eerbewijs
Een nieuw ziekenhuis gelegen in Draa Ben Khedda werd "Yacef Omar Hopital" genoemd  als eerbetoon aan Yacef, het kind van de Kasbah. Zijn oom Yacef Saadi was aanwezig op de dag van de inauguratie op 18 februari 2014.

## Film
Omar wordt gespeeld door Mohamed Ben Kassen in de Italiaans-Algerijnse film uit 1966, The Battle of Algiers.